# Кизилшарик (Жамбильський район)
Кизилшари́к (каз. Қызылшарық) — село у складі Жамбильського району Жамбильської області Казахстану. Входить до складу Каратобинського сільського округу.
Населення — 1054 особи (2021; 634 у 2009, 1206 у 1999, 968 у 1989).